# Gunnhildur Yrsa Jónsdóttir
Gunnhildur Yrsa Jónsdóttir (28 settembre 1988) è una calciatrice islandese, centrocampista dello Stjarnan e della nazionale islandese.

## Carriera

### Nazionale
Dopo essere stata convocata nel 2004 dalla Federazione calcistica dell'Islanda (Knattspyrnusamband Íslands - KSÍ) per vestire le maglie delle nazionali giovanili Under-17 e Under-19, in quest'ultima giocando nella fase di qualificazioni al campionato europeo di categoria di Ungheria 2005 senza poi riuscire ad accedere alla fase finale, Jónsdóttir rimane per lungo tempo senza rappresentare la sua nazione fino al 2011, quando l'allora responsabile tecnico della nazionale maggiore Sigurður Ragnar Eyjólfsson la inserisce in rosa nella formazione che affronta le qualificazioni all'Europeo di Svezia 2013, facendo il suo debutto il 26 ottobre 2011 nell'incontro vinto per 2-0 sulle avversarie della Norvegia.
In seguito Eyjólfsson la convoca per le edizioni 2012 e 2013 dell'Algarve Cup, ma escludendola dalla rosa delle giocatrici che giocano la fase finale dell'Europeo in Svezia.
Passata la guida della nazionale a Freyr Alexandersson dall'estate 2013, il nuovo selezionatore decide di rinnovarle la fiducia inserendola nuovamente nella formazione che partecipa alle qualificazioni al Mondiale di Canada 2015 e nuovamente all'Algarve Cup nelle edizioni 2015, 2016 e 2017. Nel frattempo la impiega in alcuni incontri amichevoli e nella Sincere Cup, torneo ad invito svoltosi nel 2016 in Cina, continuando a inserirla in rosa nella formazione impegnata alle qualificazioni al campionato europeo dei Paesi Bassi 2017. Ottenuta la qualificazione Alexandersson la inserisce nella rosa definitiva della squadra annunciata il 22 giugno 2017.
La squadra, inserita nel gruppo C con Austria, Francia e Svizzera, non riesce ad essere competitiva, perdendo tutte le tre partite della fase a gironi, classificandosi all'ultimo posto e venendo eliminata dal torneo; in quell'occasione Jónsdóttir gioca tutti tre incontri.